# 3 tháng 4
Ngày 3 tháng 4 là ngày thứ 93 trong mỗi năm thường (ngày thứ 94 trong mỗi năm nhuận). Còn 272 ngày nữa trong năm.

## Sự kiện
- 1314 – Vua Trần Anh Tông nhường ngôi cho Thái tử Trần Mạnh (vua Trần Minh Tông sau này), lui về làm Thái thượng hoàng.
- 1329 – Nguyên Văn Tông phái người đem bảo tỉ hoàng đế dâng cho Nguyên Minh Tông, chính thức nhượng lại hoàng vị triều Nguyên và hãn vị đế quốc Mông Cổ.
- 1922 – Joseph Stalin trở thành Tổng bí thư đầu tiên của Đảng Cộng sản Liên Xô.
- 1948 – Tổng thống Hoa Kỳ Harry S. Truman ký Kế hoạch Marshall, theo đó giành 5 tỷ Đô la Mỹ để viện trợ cho 16 quốc gia.
- 1948 – Tại đảo Jeju, Nam Triều Tiên bùng phát hành động khởi nghĩa vũ trang, kết quả làm 30.000 người thiệt mạng do xung đột.
- 1965 - Chiến tranh Việt Nam: Biên đội không quân Phạm Ngọc lan lập chiến công đầu, bắn rơi 2 máy bay phản lực hiện đại F8 trên vùng trời Hàm Rồng, Thanh Hoá.
- 1969 – Chiến tranh Việt Nam: Bộ trưởng Quốc phòng Hoa Kỳ Melvin Laird thông báo Hoa Kỳ sẽ bắt đầu nỗ lực "Việt Nam hóa chiến tranh".
- 1975 - Chiến tranh Việt Nam: giải phóng thành phố Đà Lạt, Lâm Đồng.
- 1981 - Việt Nam tham gia Công ước về Ngăn ngừa và Trừng phạt tội Diệt chủng và Công ước về ngăn ngừa và trừng trị tội ác của chủ nghĩa Apácthai.
- 1992 – Đại hội đại biểu Nhân dân toàn quốc Trung Quốc thông qua quyết nghị liên quan đến việc xây dựng đập Tam Hiệp trên Trường Giang.
- 2010 – Chiếc iPad đầu tiên của Apple được phát hành tại Mỹ
- 2016 – Công bố một bộ gồm 11,5 triệu tài liệu mật từ công ty Mossack Fonseca tại Panama, có thông tin chi tiết về hơn 214.000 công ty ma.

## Sinh
- 1831 – Nguyễn Phúc Gia Trang, công chúa con vua Minh Mạng (s. 1847).
- 1845 – Đào Tấn, nhà soạn tuồng nổi tiếng, ông tổ hát bội Việt Nam (m. 1907).
- 1922 – Doris Day, nữ ca sĩ, diễn viên Mỹ (m. 2019).
- 1938 – Thế Anh, diễn viên, NSND người Việt Nam (m. 2019).
- 1942 – Chế Linh, ca sĩ, nhạc sĩ người Việt Nam.
- 1961 – Eddie Murphy, ca sĩ, diễn viên Mỹ
- 1972 – Jennie Garth, diễn viên Mỹ
- 1977 - Nguyễn Trung Kiên, Đại tá, PGS, TS, Trưởng khoa, Học viện An ninh nhân dân
- 1983 – Ben Foster, thủ môn người Anh
- 1988 – Tim Krul, thủ môn người Hà Lan
- 1997 – Gabriel Jesus, cầu thủ bóng đá người Brazil

## Mất
- 33 SCN - Jesus: Nhân vật lịch sử người Do Thái, nhà thuyết giảng, người chữa lành và là người sáng lập ra Kitô giáo (s.6 TCN)
- 1287 – Giáo hoàng Honorius IV (s. khoảng năm 1210)
- 1897 – Johannes Brahms, nhà soạn nhạc (s. 1833)
- 1981 – Juan Trippe, nhà doanh nghiệp và người tiên phong trong hàng không, sáng lập ra Pan American World Airways (s. 1899)